# Chaenostoma aethiopicum
Chaenostoma aethiopicum là một loài thực vật có hoa trong họ Huyền sâm. Loài này được (L.) Benth. mô tả khoa học đầu tiên năm 1836.